# Siteswap
Siteswap – podstawowy trik na każdą nieparzystą liczbę piłek, zaczynając od trzech (3,5,7...), nazywany jest kaskadą i polega na naprzemiennym przerzucaniu piłek z prawej do lewej ręki i z lewej do prawej ręki.

Podstawowy trik na każdą parzystą liczbę piłek zaczynając od czterech (4.6.8...), nazywany jest fontanną asynchroniczną i polega na asynchronicznym żonglowaniu połową piłek w prawej ręce a drugą połową piłek w lewej. W tym triku piłki nie przechodzą z ręki do ręki, lecz są rzucane i łapane tą samą ręką.

## Siteswap
Siteswap jest wymyśloną w 1985 roku notacją pozwalającą zapisywać większość żonglerskich trików za pomocą cyfr.

W siteswapach cyfry oznaczają następujące czynności:
- 0 – w ręce nie ma żadnej piłki
- 1 – poziomy przerzut piłki z jednej do drugiej ręki
- 2 – ręka trzyma piłkę
- 3 – rzut z jednej do drugiej ręki, na wysokość, na jaką rzuca się kaskadę na trzy piłki
- 4 – rzut do tej samej ręki, która wyrzuca, na wysokość, na jaką rzuca się fontannę na cztery piłki
- każda następna nieparzysta – analogicznie do 3, na wysokość kaskady z odpowiedniej liczby piłek
- każda następna parzysta – analogicznie do 4, na wysokość fontanny z odpowiedniej liczby piłek

Liczby powyżej 9 zapisujemy w postaci kolejnych liter, tak więc 10 zapisujemy jako „a”, 11 jako „b” itd.

## Siteswapy asynchroniczne
Triki rzucane asynchronicznie (ręce rzucają naprzemiennie), można zapisać za pomocą siteswapów asynchronicznych. W siteswapie asynchronicznym kolejne cyfry oznaczają kolejne czynności wykonywane naprzemiennie raz prawą, raz lewą ręką.
Przykładowo rzucając kaskadę na trzy piłki, jedną ręką rzucamy 3, potem drugą 3, potem pierwszą 3, potem drugą 3 itd. Jeśli zapiszemy kolejno te rzuty otrzymamy 3333..., czyli w skrócie 3.
Żonglerkę dwiema piłkami w jednej ręce (np. prawej), podczas gdy druga jest pusta zapiszemy jako 4 (rzut wykonywany prawą ręką), 0 (lewa ręka, która nic nie robi), 4 (kolejny rzut prawą), 0 (lewa nic nie robi) itd. Mamy zatem 404040..., elementem, który się powtarza jest 40 i taki jest właśnie siteswap dla tego triku.
Na przykład rzucając 4 z prawej ręki, 4 z lewej ręki, 1 z prawej, 4 z lewej, 4 z prawej, 1 z lewej itd. rzucamy 441441..., czyli 441.
Odejmując jeden od dowolnej liczby w siteswapie otrzymujemy liczbę kolejnych wyrzutów, po których piłka zostanie wyrzucona ponownie.

## Poprawność siteswapu asynchronicznego
Aby być poprawnym (teoretycznie możliwym do rzucenia), siteswap asynchroniczny musi spełniać 3 warunki:
1. Musi składać się wyłącznie z liczb naturalnych, gdzie liczby większe od 9 zapisywane są w postaci liter (nie może składać się z takich liczb jak na przykład -1).
2. Średnia arytmetyczna wszystkich liczb (litery traktujemy jako liczby którym odpowiadają) musi być liczbą naturalną.
:Przykład: Średnia arytmetyczna siteswapu 633 to (6+3+3)/3=12/3=4 tak więc jest to siteswap poprawny.
3. Dwie lub więcej piłek nie może spaść w danym momencie do tej samej ręki. Aby sprawdzić, czy nie zajdzie taka sytuacja, stosujemy następującą metodę:

Przykład 1:
Sprawdzamy czy siteswap 531 spełnia powyższe kryterium.
Sprawdzamy, gdzie wyląduje pierwsza cyfra (w tym wypadku 5). W tym celu liczymy resztę z dzielenia danej liczby przez liczbę cyfr w siteswapie, czyli resztę z dzielenia 5 przez 3. Wynosi ona 2, stawiamy zatem krzyżyk na miejscu cyfry, która jest dwie cyfry dalej od 5. Mamy 53x. Oznacza to, że gdy 5 spadnie do ręki zostanie rzucone jako 1. Robimy to samo z drugą cyfrą (3). Reszta wynosi 0, a zatem, gdy 3 spadnie do ręki znów rzucone jako 3. Mamy 5xx. Teraz sprawdzamy 1. Reszta wynosi 1, zatem jedynka spadnie na miejsce 5 (pamiętamy, że po 531 jest 531). Mamy więc xxx, czyli siteswap spełnia dane kryterium.
Przykład 2: Sprawdzamy, czy siteswap 651 spełnia powyższe kryterium.
6 wyląduje na swoim miejscu. Mamy x51. 5 wyląduje na miejscu 6. Reszta z dzielenia 5 przez 3 to 2. Dwa miejsca za 5 jest 6 (651651). 6 wyląduje w tym samym czasie kiedy 5. Zatem bez dalszego sprawdzania można orzec, że siteswap nie spełnia kryterium nr 3, a zatem jest niepoprawny.

## Niektóre własności siteswapów
- Średnia arytmetyczna wszystkich liczb siteswapu oznacza liczbę piłek, jaka jest potrzebna do wykonania danego siteswapu.

Przykład: 744 to (7+4+4)/3=15/3=5, siteswap 744, to siteswap na 5 piłek.
- Kiedy dodamy liczbę n do każdej z cyfr siteswapu, otrzymamy poprawny siteswap na liczbę piłek o n większą od liczby piłek w siteswapie, do którego dodajemy.

Przykład: Siteswap 441 (na trzy piłki), ma swój odpowiednik na cztery piłki 552 (4+1=5, 4+1=5, 1+1=2). Na sześć piłek 774 (4+3=7, 4+3=7, 1+3=4).
Tak samo działa to w drugą stronę. Z siteswapu na wyższą liczbę piłek możemy zrobić siteswap na niższą liczbę piłek. Pod warunkiem, że n nie będzie większe od którejkolwiek z cyfr siteswapu, gdyż wtedy po odjęciu n ta cyfra byłaby mniejsza od zera, a zatem siteswap byłby niepoprawny.
- Jeśli dodamy liczbę n oznaczającą liczbę cyfr w siteswapie, do dowolnej cyfry w tym siteswapie otrzymamy poprawny siteswap na liczbę piłek o 1 większą od poprzedniego.

Przykład: Mamy siteswap 726 (na 5 piłek), dodajemy 3 do dowolnej cyfry siteswapu i mamy następujące siteswapy na 6 piłek: a26 lub 756 lub 729 (czyli 972).
Tak samo możemy zrobić siteswap na niższą liczbę piłek, pod warunkiem, że n nie będzie większe od cyfry, od której je odejmujemy.
- Każdy siteswap o nieparzystej liczbie cyfr jest zaczynany za każdym powtórzeniem z innej ręki, dzięki czemu rzucając z rzędu kilka powtórzeń tego siteswapa, żonglujący uczy się zaczynać go zarówno z prawej, jak i z lewej ręki.

Przykład: 633, 6 – prawa, 3 – lewa, 3 – prawa, 6 – lewa, 3 – prawa, 3 – lewa. Osoba rzucająca kilka powtórzeń 633 trenuje zatem rzucenie 6 zarówno z prawej, jak i z lewej ręki.
Siteswapy o parzystej liczbie cyfr nie mają jednak takiej właściwości.
Przykład: rzucając 53 ćwiczysz 5 tylko na jedną rękę, a 3 na drugą.
Jeśli dany siteswap o parzystej liczbie cyfr jest siteswapem ground state, to można zapobiec temu, „dorzucając” cyferkę określającą liczbę piłek, którą żonglujemy.
Przykład: do 53 „dorzucamy” 4, w ten sposób powstaje siteswap 534, który ma nieparzystą liczbę cyfr.

## Ground state pattern vs. excited state pattern
Siteswapy, które można rzucić bezpośrednio z kaskady/fontanny nazywane są ground state patterns. Niektórych siteswapów nie można jednak rzucić bezpośrednio z kaskady/fontanny. Takie siteswapy to excited state patterns. Aby rzucić z kaskady/fontanny siteswap excited state, trzeba rzucić przejście, między kaskadą/fontanną a siteswapem (wejście), aby powrócić z siteswapu do kaskady/fontanny należy rzucić przejście między siteswapem a kaskadą/fontanną (wyjście).

Przykład: Siteswap 450 jest excited state, jeśli rzucisz 33333333450450450... to ostatnia trójka spadnie razem z pierwszym zerem.

## Wejścia
Aby znaleźć przejście z kaskady/fontanny do siteswapu excited state, należy:
- Określić, ile minimalnie cyfr musi mieć przejście. Posługując się poprzednim przykładem, musimy określić, ile minimalnie cyfr musi mieć przejście z kaskady do 450. Mamy więc 33333333450450450... Określamy na którą cyfrę z części 450450450... spadnie najszybszy z rzutów w 450450450... W tym wypadku jest to pierwsze 0, czyli trzecia cyfra 450450450..., jako że wcześniej są trójki, to ostatnia trójka spadnie również na trzecią cyfrę 450450450... Wystarczy zatem „wcisnąć” między kaskadę a siteswap jedną cyfrę, aby nie kolidowały ze sobą. Rozważmy przypadek siteswapa b01, mamy 4444444b01b01b01... Najszybszy rzut spadnie już na drugą cyfrę, a czwórka spadnie na czwartą, zatem potrzeba aż trzech cyfr przejścia (przedostatnia czwórka spadnie na trzecią cyfrę, a przedprzedostatnia na drugą, zatem razem z zerem).
- Określić, jakie cyfry powinny znajdować się w przejściu. Wiemy już, że dla 450 potrzebna jest jedna cyfra, teraz skreślamy wszystkie miejsca, na które w siteswapie 450450450... spadnie któraś z piłek rzucona w tym siteswapie. Mamy więc 45x4xxxxx... Pierwsze dwie cyfry są zajęte przez trójki. Mamy więc xxx4xxxxx, odległość od przejścia do cyfry która pozostała wynosi 4, a zatem przejście to 4. Poprawnie rzucamy 333333334450450450...

Jeśli przejście jest więcej niż jednocyfrowe, jest wówczas kilka przejść.
Przykład: Dla siteswapu b01. Mamy b01b01b01... Skreślamy. Mamy bx1xx1xx1xxxxxx... Na „b” wpada czwórka. Mamy xx1xx1xx1xxxxxx... Teraz dopasowujemy przejście
4444444???b01b01b01... Liczymy odległości znaków zapytania od wolnych miejsc:
- Dla pierwszego znaku zapytania jest to: 5,8,b
- Dla drugiego: 4,7,a
- Dla trzeciego: 3,6,9

Mamy zatem sześć wejść: 579, 56a, 849, 83a, b46, b73 (oczywiście nie można tworzyć takich kombinacji jak np. 549, ponieważ 5 i 4 spadłyby w to samo miejsce).

## Wyjścia
Wyjścia można znaleźć podobnie do wejść.
Przykład: 4504504503333333... Skreślamy. Mamy xx3x3333... Na czwartą cyfrę spada zarówno ostatnia piątka z 450, jak i pierwsza trójka. Trzeba więc wstawić przejście. Mamy 450450450?x3xxxxx... Jak widać, przejście wynosi 2. Poprawnie mamy więc 33333334450450450450233333.
Niektóre własności przejść:
- Wejście i wyjście z siteswapu zawsze tworzą razem poprawny siteswap.

Przykład: 3333333344504504502333333..., tworzy siteswap 42.
555556677177177135555555..., tworzy siteswap 663.
- Liczba przejść dla danej liczby cyfr w przejściu jest stała i wyraża się wzorem. L=n!. Gdzie L to liczba przejść, n liczba cyfr w przejściu, a! oznacza silnię z danej liczby.
- Określmy najpierw, w jakich miejscach w siteswapach nie wypadają skreślenia.

Przykład: dla 450 skreślenia nie wypadają w miejscach nr 1,2 i 4 (45x4xxxxx...).
dla 801 skreślenia nie wypadają w miejscach nr 1,3,6 (8x1xx1xxx...)
a) Jeśli powyższe liczby dla dwóch siteswapów są takie same, przejście między nimi jest niepotrzebne.
b) Liczba tych wartości jest równa liczbie piłek, które są potrzebne do zrobienia siteswapu.
c) Dla siteswapów ground state, oraz kaskady/fontanny, układ tych liczb to zawsze kolejne liczby, np. dla siteswapu 3 jest to 1,2,3, dla 4 jest to 1,2,3,4 itd.
d) Liczba cyfr które nie są po kolei (np. 3 i 6 dla siteswapu 801) oznacza liczbę cyfr w wejściu do danego siteswapa z kaskady/fontanny.
Bardziej znane siteswapy asynchroniczne
Do bardziej znanych siteswapów asynchronicznych zaliczają się:
- Podstawowe triki:
  - kaskada na 3 piłki (Siteswap:3)
  - fontanna asynchroniczna na 4 piłki (Siteswap:4)
  - kaskada na 5 piłek (Siteswap:5)

itd.
- Showery (wzór ogólny na siteswap showera to m1, gdzie m=2n-1, a n to liczba piłek):

– shower na 3 piłki (Siteswap:51)
– shower na 4 piłki (Siteswap:71)
itd.
- Showery podwójne, potrójne, poczwórne itd.:

Podstawowe podwójne showery (hi-lo showery) (istnieją tylko na 3 lub więcej piłek) to: 7131, 9151, b171 itd.
Podstawowe potrójne showery (hi-mid-lo showery) (istnieją tylko na 4 lub więcej piłek) to: b17131, d19151, f1b171 itd.
Podstawowe poczwórne showery (istnieją tylko na 5 lub więcej piłek) to: f1b17131, h1d19151 itd.
Analogicznie można skonstruować showery o dowolnej liczbie poziomów.
- 53 i jego odpowiedniki.

– 53
– 75
itd.
- Podstawowe siteswapy (obiektywnie rzecz biorąc cztery najłatwiejsze siteswapy na daną liczbę piłek):

– 423, 534, 645 itd.
– 441, 552, 663 itd.
– 522, 633, 744 itd.
– 531, 642, 753 itd.
- Rodzina 97531:

Siteswapy takie jak: 531, 7531, 97531, b97531, db97531 itd.
- Rodzina 12345:

Siteswapy takie jak: 12345, 1234567, 123456789 itd.

## Jak tworzyć siteswapy asynchroniczne
Chcąc stworzyć samemu poprawny siteswap musimy najpierw:
- Założyć ile będzie miał cyfr.
- Zaznaczyć sobie na kartce w kratkę taką liczbę kratek (w jednym rzędzie).
- Wpisać w pierwszą kratkę jakąś cyfrę n, po czym zaznaczyć kratkę odległą o n od tej pierwszej idąc w prawą stronę.
- W ten sposób wypisać resztę kratek, tak aby żadna kratka nie była zaznaczona dwa lub więcej razy.
- Aby siteswap był na określoną liczbę piłek, należy wstawiać takie cyfry, aby ich średnia arytmetyczna była bliska tej liczbie.

Przykład: Zakładamy, że nasz siteswap będzie miał 7 cyfr. Wpisujemy np. 7 (zaznaczamy 1 kratkę), 4 (zaznaczamy 6 kratkę), 1 (zaznaczamy 4 kratkę), 5 (zaznaczamy 2 kratkę). Teraz pozostały do uzupełnienia jeszcze trzy kratki. Wypiszmy wszystkie możliwe warianty uzupełnienia ich liczbami mniejszymi niż 7.
- 013
- 040
- 245
- 263
- 515
- 560

Pierwsze dwa warianty są na trzy piłki, reszta na 4.
Powstało zatem 6 siteswapów siedmiocyfrowych (7415 i któraś z sześciu końcówek). Liczba siteswapów powstałych w wyniku takiej operacji (wariantów szukamy tylko dla liczb mniejszych niż n) wyraża się wzorem a=k!, gdzie a to liczba powstałych siteswapów, k liczba wolnych kratek, dla których liczymy warianty,! oznacza silnię.

## Siteswapy synchroniczne
Siteswapy synchroniczne opisują sytuację, gdy rzucamy piłki jednocześnie z prawej i lewej ręki. Zapisywane są zawsze w nawiasach.
Przykład 1: (4,4)
W nawiasach są zawsze dwie cyfry oddzielone od siebie przecinkiem. Pierwsza z nich określa rzut prawej ręki, druga lewej, rzuty te wykonywane są w tym samym czasie. (4,4) opisuje fontannę synchroniczną na 4 piłki.
Przykład 2: (6x,4) (4,6x)
x przy cyfrze oznacza, że rzut zachowuje wysokość, lecz zmienia kierunek, czyli rzut z jednej ręki do tej samej ręki staje się rzutem z jednej do drugiej ręki, a rzut z jednej do drugiej staje się rzutem z jednej to tej samej ręki.
Zatem opisowo siteswap (6x,4) (4,6x) to: jednoczesny rzut piłki z prawej ręki do lewej na wysokość 6, oraz drugiej piłki z lewej ręki do lewej ręki na wysokość 4, a następnie równoczesny rzut piłki z prawej ręki do prawej ręki na wysokość 4, oraz rzut piłki z lewej do prawej ręki na wysokość 6. Jako że druga część tego siteswapu jest lustrzanym odbiciem pierwszej, można ten siteswap zapisać krócej: (6x,4)*.
Bardziej znane siteswapy synchroniczne
- Siteswapy podstawowe:

– (4,4) oraz (4x,4x)
– (6,6) oraz (6x,6x)
itd.
- Pudełka:

Na 3 piłki – (4,2x)*
Na 4 piłki – (8,2x) (4,2x)*
– (6,2x) (6,2x)*
- (6x,4)* i jego odpowiedniki:

– (4x,2)*
– (6x,4)*
– (8x,6)*
itd.
- (6,4x)* i jego odpowiedniki:

– (4,2x)*
– (6,4x)*
– (8,6x)*
itd.
- (6x,4x)* i jego odpowiedniki:

– (4x,2x)*
– (6x,4x)*
– (8x,6x)*
itd.

## Multipleksy
Rodzaje multipleksów
Multipleksy to triki w których występują wyrzuty więcej niż jednej piłki z jednej ręki w danym czasie. Mogą to być jednoczesne wyrzuty:
- Dwóch piłek z jednej ręki – duplex
- Trzech piłek z jednej ręki – triplex
- Czterech piłek z jednej ręki – quadruplex
- Pięciu piłek z jednej ręki – quintiplex

itd.
Wyrzuty takie dzielą się na trzy rodzaje:
- Stacked – wszystkie wyrzucone z jednej ręki piłki łapane są do jednej ręki (nieważne której).

Przykład: rzut [33]
- Split – część wyrzuconych z jednej ręki piłek łapana są do jednej ręki, a część do drugiej.

Przykład: rzut [43]
- Cut – część wyrzuconych z jednej ręki piłek jest łapana do jednej ręki, następnie wyrzucana, a następnie łapana jest pozostała część piłek.

Przykład: rzut [53]
Siteswapy dla multipleksów
Multipleksy zapisuje się w nawiasach kwadratowych. Liczba cyfr w nawiasie oznacza liczbę piłek wyrzucanych w jednym rzucie, a ich wartości oznaczają wysokości, na jakie są rzucane.
Przykład 1: [33] to trik na 6 piłek, będący kaskadą na trzy piłki, w której każdy rzut to duplex stacked.
Przykład 2: [333]33 to trik na 5 piłek, w którym rzuca się triplexa stacked, a potem dwie zwykłe trójki.
Oczywiście istnieją też multipleksy synchroniczne.
Bardziej znane multipleksy
- [33]
- 24[45] – Gattoplex
- [333]
- [55]